# Tournoi de tennis de Chichester
Le tournoi de Chichester (Sussex de l'Ouest, Angleterre) est un tournoi de tennis féminin du circuit professionnel WTA. 
Disputée début juin, sur gazon et en extérieur, la compétition s'est tenue chaque année de 1970 à 1980.
L'Australienne Evonne Goolagong s'y est imposée deux fois consécutivement en simple (1978 et 1979), tandis que la Britannique Sue Barker y a atteint deux finales (1974 et 1979 précisément contre Goolagong).

## Palmarès

### Simple
| No | Date       | Nom et lieu du tournoi                      | Catégorie | Dotation  | Surface      | Vainqueure         | Finaliste        | Score         |         |
| -- | ---------- | ------------------------------------------- | --------- | --------- | ------------ | ------------------ | ---------------- | ------------- | ------- |
| 1  | 01-06-1970 | Chichester International, Chichester        |           | NC        | Gazon (ext.) | Ann Haydon-Jones   | Joyce Barclay    | 6-4, 6-4      |         |
| 2  | 07-06-1971 | Chichester International, Chichester        |           | NC        | Gazon (ext.) | Judy Tegart-Dalton | Janet Newberry   | 6-1, 6-4      |         |
| 3  | 05-06-1972 | Rothmans Chichester GC Champ's, Chichester  |           | NC        | Gazon (ext.) | Karen Krantzcke    | Betty Stöve      | Pluie         | Tableau |
| 4  | 04-06-1973 | Rothmans Championships, Chichester          |           | NC        | Gazon (ext.) | Dianne Fromholtz   | Brigitte Cuypers | 6-1, 6-0      | Tableau |
| 5  | 03-06-1974 | Rothmans Championships, Chichester          |           | NC        | Gazon (ext.) | Paulina Peisachov  | Sue Barker       | 6-2, 6-2      |         |
| 6  | 02-06-1975 | Rothmans Championships, Chichester          |           | NC        | Gazon (ext.) | Greer Stevens      | Terry Holladay   | 6-7, 6-4, 6-3 |         |
| 7  | 31-05-1976 | Rose’s Lime Juice International, Chichester |           | NC        | Gazon (ext.) | Marise Kruger      | Bunny Bruning    | 6-2, 6-2      | Tableau |
| 8  | 06-06-1977 | Chichester International, Chichester        |           | NC        | Gazon (ext.) | NC                 | NC               | Annulé        |         |
| 9  | 12-06-1978 | Keith Prowse International, Chichester      |           | 35 000 $  | Gazon (ext.) | Evonne Goolagong   | Pam Teeguarden   | 6-4, 6-4      | Tableau |
| 10 | 10-06-1979 | Crossley Carpets Trophy, Chichester         |           | 75 000 $  | Gazon (ext.) | Evonne Goolagong   | Sue Barker       | 6-1, 6-4      | Tableau |
| 11 | 09-06-1980 | Crossley Carpets Trophy, Chichester         |           | 100 000 $ | Gazon (ext.) | Chris Evert        | Evonne Goolagong | 6-3, 6-7, 7-5 | Tableau |

### Double
| No | Date       | Nom et lieu du tournoi                     | Catégorie | Dotation  | Surface      | Vainqueures                        | Finalistes                           | Score         |         |
| -- | ---------- | ------------------------------------------ | --------- | --------- | ------------ | ---------------------------------- | ------------------------------------ | ------------- | ------- |
| 1  | 01-06-1970 | Chichester International Chichester        |           | NC        | Gazon (ext.) | NC                                 | NC                                   | NC            |         |
| 2  | 07-06-1971 | Chichester International Chichester        |           | NC        | Gazon (ext.) | NC                                 | NC                                   | NC            |         |
| 3  | 05-06-1972 | Rothmans Chichester GC Champ's Chichester  |           | NC        | Gazon (ext.) | NC                                 | NC                                   | NC            | Tableau |
| 4  | 04-06-1973 | Rothmans Championships Chichester          |           | NC        | Gazon (ext.) | Julie Heldman Ann Kiyomura         | Jackie Fayter-Hough Peggy Michel     | 7-5, 6-3      | Tableau |
| 5  | 03-06-1974 | Rothmans Championships Chichester          |           | NC        | Gazon (ext.) | Carrie Meyer Rowena Whitehouse     | Chris O'Neil Jenny Walker            | 6-1, 6-3      |         |
| 6  | 02-06-1975 | Rothmans Championships Chichester          |           | NC        | Gazon (ext.) | Judy Tegart-Dalton Karen Krantzcke | Patti Hogan Greer Stevens            | 4-6, 6-1, 6-4 |         |
| 7  | 31-05-1976 | Rose’s Lime Juice International Chichester |           | NC        | Gazon (ext.) | Marise Kruger Elizabeth Vlotman    | Corinne Molesworth Naoko Sato        | 6-2, 6-1      | Tableau |
| 8  | 06-06-1977 | Chichester International Chichester        |           | NC        | Gazon (ext.) | NC                                 | NC                                   | Annulé        |         |
| 9  | 12-06-1978 | Keith Prowse International Chichester      |           | 35 000 $  | Gazon (ext.) | Janet Newberry Pam Shriver         | Michelle Tyler Yvonne Vermaak        | 3-6, 6-3, 6-4 | Tableau |
| 10 | 10-06-1979 | Crossley Carpets Trophy Chichester         |           | 75 000 $  | Gazon (ext.) | Greer Stevens Wendy Turnbull       | Billie Jean King Martina Navrátilová | 6-3, 1-6, 7-5 | Tableau |
| 11 | 09-06-1980 | Crossley Carpets Trophy Chichester         |           | 100 000 $ | Gazon (ext.) | Pam Shriver Betty Stöve            | Rosie Casals Wendy Turnbull          | 6-4, 7-5      | Tableau |